# Rodrigo Rubio Puertas
Rodrigo Rubio Puertas (Montalvos, Albacete, 13 de març de 1931 - Madrid, 4 d'abril de 2007) va ser un escriptor espanyol.

## Biografia
Als vint anys va marxar a València i va començar a treballar en el comerç. Patia atacs reumàtics que el van obligar a guardar llit durant tres anys i que el deixaren paralític. De formació autodidacta, va viure fins 1958 a França i quan tornà es va establir a Madrid, on es va dedicar a la traducció d'obres de l'alemany, búlgar i txec. En 1961 va obtenir el Premi Gabriel Miró amb la seva primera novel·la "Un mundo a cuestas". A aquest premi li van seguir, entre altres el Planeta per "Equipaje de amor para la tierra" (1965) i l'Álvarez Quintero de la Reial Acadèmia Espanyola per "Papeles amarillentos en el arca" (1970). Altres novel·les seves són "La Espera" (1967), "La sotana" (1968) i "Oración de otoño" (1970). Va morir a l'Hospital Gregorio Marañón de Madrid el 4 d'abril de 2007 d'una aturada cardíaca després de patir una pneumònia.

## Obres
- Un mundo a cuestas 1961
- La tristeza también muere 1963
- Equipaje de amor para la tierra (dt.: Gepäck der Liebe) 1965
- La deshumanización del campo 1966
- La espera 1967
- La sotana 1968
- Radiografía de una sociedad. Promocionada 1970
- Papeles amarillentos en el arca 1970
- Oración de otoño 1970
- Narrativa española 1970
- Minusvalidos 1970
- Agonizante sol 1972
- El gramófono 1974
- La silla de oro 1978
- El amigo Dwnga 1994